# Ambilly
Ambilly (en francoprovençal Ambelyi) és un municipi francès situat al departament de l'Alta Savoia i a la regió d'Alvèrnia-Roine-Alps. L'any 2007 tenia 5.863 habitants.

## Demografia

### Població
El 2007 la població de fet d'Ambilly era de 5.863 persones. Hi havia 2.934 famílies de les quals 1.494 eren unipersonals (595 homes vivint sols i 899 dones vivint soles), 616 parelles sense fills, 570 parelles amb fills i 254 famílies monoparentals amb fills.
La població ha evolucionat segons el següent gràfic:
Habitants censats

### Habitatges
El 2007 hi havia 3.426 habitatges, 3.036 eren l'habitatge principal de la família, 137 eren segones residències i 253 estaven desocupats. 636 eren cases i 2.725 eren apartaments. Dels 3.036 habitatges principals, 1.525 estaven ocupats pels seus propietaris, 1.429 estaven llogats i ocupats pels llogaters i 82 estaven cedits a títol gratuït; 440 tenien una cambra, 631 en tenien dues, 846 en tenien tres, 635 en tenien quatre i 483 en tenien cinc o més. 1.911 habitatges disposaven pel capbaix d'una plaça de pàrquing. A 1.756 habitatges hi havia un automòbil i a 744 n'hi havia dos o més.

### Piràmide de població
La piràmide de població per edats i sexe el 2009 era:
| Homes | Edats   | Dones |
| ----- | ------- | ----- |
| 8     | 95 o +  | 24    |
| 0     | 90 a 94 | 40    |
| 28    | 85 a 89 | 68    |
| 40    | 80 a 84 | 64    |
| 76    | 75 a 79 | 124   |
| 84    | 70 a 74 | 136   |
| 96    | 65 a 69 | 128   |
| 164   | 60 a 64 | 112   |
| 148   | 55 a 59 | 204   |
| 216   | 50 a 54 | 284   |
| 192   | 45 a 49 | 264   |
| 220   | 40 a 44 | 180   |
| 192   | 35 a 39 | 264   |
| 272   | 30 a 34 | 216   |
| 188   | 25 a 29 | 232   |
| 148   | 20 a 24 | 156   |
| 124   | 15 a 19 | 180   |
| 180   | 10 a 14 | 108   |
| 144   | 5 a 9   | 156   |
| 144   | 0 a 4   | 136   |

## Economia
El 2007 la població en edat de treballar era de 4.001 persones, 3.097 eren actives i 904 eren inactives. De les 3.097 persones actives 2.716 estaven ocupades (1.333 homes i 1.383 dones) i 380 estaven aturades (193 homes i 187 dones). De les 904 persones inactives 252 estaven jubilades, 268 estaven estudiant i 384 estaven classificades com a «altres inactius».

### Ingressos
El 2009 a Ambilly hi havia 2.810 unitats fiscals que integraven 5.416,5 persones, la mediana anual d'ingressos fiscals per persona era de 21.473 €.

### Activitats econòmiques
Dels 220 establiments que hi havia el 2007, 9 eren d'empreses alimentàries, 1 d'una empresa de fabricació de material elèctric, 6 d'empreses de fabricació d'altres productes industrials, 20 d'empreses de construcció, 45 d'empreses de comerç i reparació d'automòbils, 3 d'empreses de transport, 21 d'empreses d'hostatgeria i restauració, 3 d'empreses d'informació i comunicació, 6 d'empreses financeres, 10 d'empreses immobiliàries, 17 d'empreses de serveis, 52 d'entitats de l'administració pública i 27 d'empreses classificades com a «altres activitats de serveis».
Dels 53 establiments de servei als particulars que hi havia el 2009, 1 era una oficina de correu, 1 una oficina bancària, 7 tallers de reparació d'automòbils i de material agrícola, 4 paletes, 5 guixaires pintors, 2 fusteries, 3 lampisteries, 3 electricistes, 4 perruqueries, 1 veterinari, 15 restaurants, 1 agència immobiliària, 2 tintoreries i 4 salons de bellesa.
Dels 15 establiments comercials que hi havia el 2009, 2 eren botiges de menys de 120 m², 5 fleques, 1 una fleca, 3 llibreries, 2 botigues de roba i 2 floristeries.
L'any 2000 a Ambilly hi havia 6 explotacions agrícoles.

## Equipaments sanitaris i escolars
El 2009 hi havia 1 hospital de tractaments de curta durada, 1 centre d'urgències, 1 maternitat i 2 farmàcies.
El 2009 hi havia 1 escola maternal i 2 escoles elementals.

## Poblacions més properes
El següent diagrama mostra les poblacions més properes.